# Ruth Dalsgaard
Ruth Dalsgaard (født Frederiksen, 12. maj 1912, ukendt dødsdato) var en af de bedste kvindelige danske badmintonspillere i 1930'erne og første i 1940'erne. 

## Karriere
Ruth Dalsgaard vandt den danske mesterskabstitel hvert år fra 1931 til 1935 i single og i damedouble sammen med sin søster Gerda Frederiksen. Yderligere damedoublesejre kom i 1937 og 1942, sidstnævnte med hendes nye partner Jytte Thayssen. Derudover vandt hun syv DM-titler i mixed double. Hendes største præstation var at vinde All England i damedouble sammen med Tonny Ahm i 1939.